# Sorgono
Sorgono (sardinsky: Sòrgono) je italská obec (comune) v provincii Nuoro v regionu Sardinie. Nachází se ve výšce 700 metrů nad mořem a má přibližně 1 500 obyvatel. Rozloha obce je 56,05 km².